# Dame-Marie (Orne)
Dame-Marie ist eine französische Gemeinde mit 156 Einwohnern (Stand 1. Januar 2022) im Département Orne in der Region Normandie (bis 2015 Basse-Normandie). Sie gehört zum Arrondissement Mortagne-au-Perche und zum Gemeindeverband Collines du Perche Normand. Die Bewohner nennen sich Dominomarien.

## Geografie
Die Gemeinde liegt in der Landschaft Perche und im Regionalen Naturpark Perche, 45 Kilometer ostsüdöstlich der Départements-Hauptstadt Alençon und etwa 53 Kilometer nordöstlich von Le Mans. Die kleinen Flüsse im 13,27 km² umfassenden Gemeindegebiet (Ruisseau de Grand-Fontaine, Ruisseau de la Bulardière, Ruisseau de Couette, Ruisseau de la Guignère) entwässern nach Süden zur Même im Einzugsgebiet der Loire. Die Umgebung ist geprägt von Wiesen, kleinen Wäldern und den typischen Hecken (bocages), die die Weideflächen begrenzen. Zur Gemeinde gehören zahlreiche Einzelhöfe und Weiler. Die größten sind Couasme, Croix Tarenne, Grand-Fontaine, La Renardière, La Liardière, Le Bouhoux, Le Vivier, Clos Rohard und La Pommeraie.
Begrenzt wird Dame-Marie von den Nachbargemeinden Perche en Nocé im Norden, Nordosten und Osten, Saint-Cyr-la-Rosière im Südosten und Süden, La Chapelle-Souëf und Appenai-sous-Bellême im Südwesten sowie Bellême im Westen und Nordwesten.

## Ortsname
Der Ortsname wurde 1247 erstmals in der Pfarrkirche Dogne Marie erwähnt.

## Bevölkerungsentwicklung
| Jahr                       | 1962 | 1968 | 1975 | 1982 | 1990 | 1999 | 2006 | 2012 | 2021 |
| -------------------------- | ---- | ---- | ---- | ---- | ---- | ---- | ---- | ---- | ---- |
| Einwohner                  | 289  | 253  | 186  | 181  | 156  | 177  | 172  | 175  | 146  |
| Quellen: Cassini und INSEE |      |      |      |      |      |      |      |      |      |

Im Jahr 1821 wurde mit 756 Bewohnern die bisher höchste Einwohnerzahl ermittelt. Die Zahlen basieren auf den Daten von cassini.ehess und INSEE.

## Sehenswürdigkeiten
- Château de Couesme aus dem 18. und 19. Jahrhundert, Monument historique seit 1973[4]
- Château de Renardière
- Brunnen und Lavoir aus dem 19. Jahrhundert, Monument historique[5]
- ehemaliges Priorat der Benedictinerinnen von Notre-Dame, gegründet 1023, mit einem Torhaus aus dem 14. Jahrhundert, Monument historique[6]
- Kirche Notre-Dame, 1026 als Teil des ehemaligen Priorats errichtet

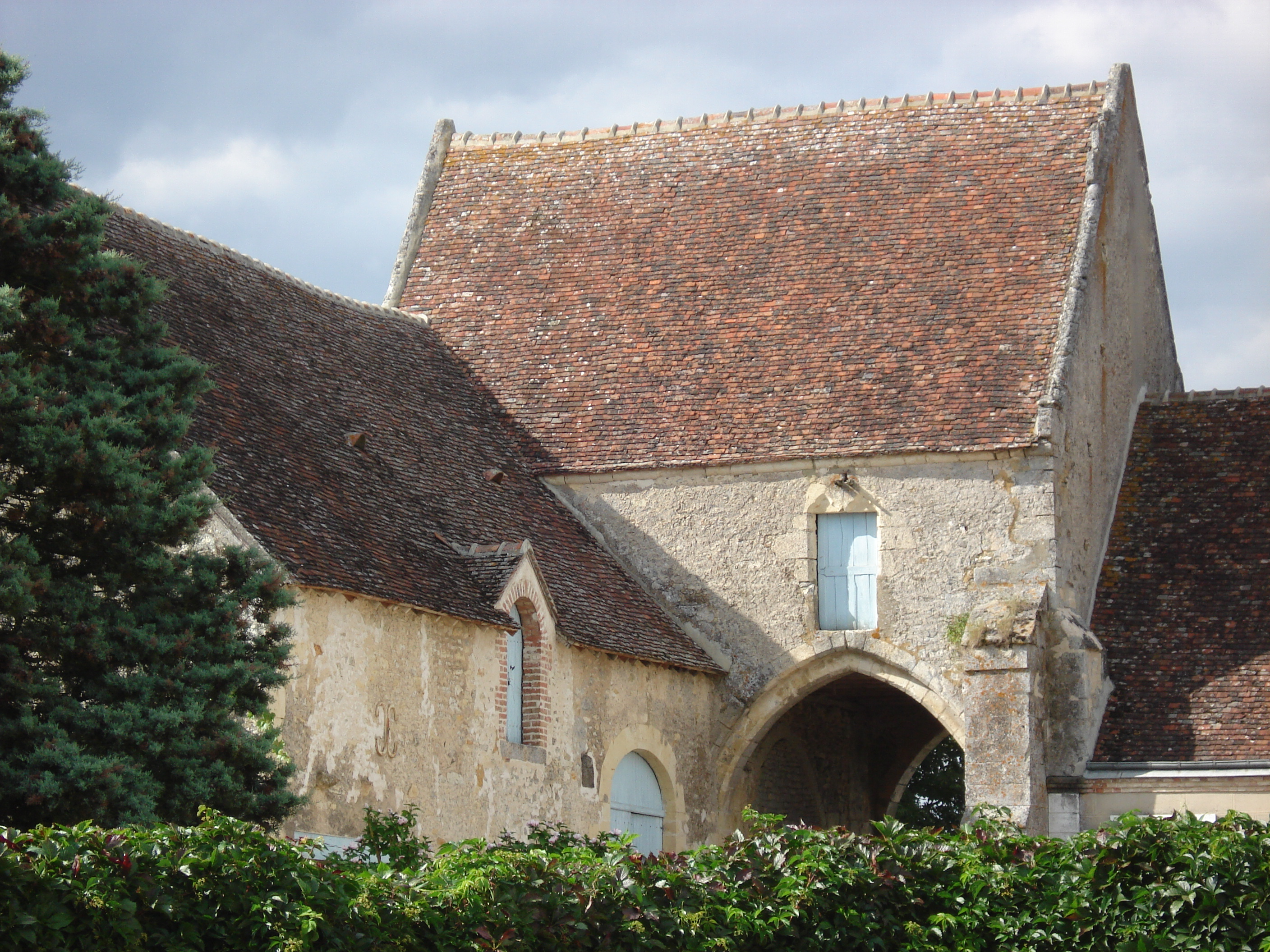
Torhaus des ehemaligen Priorats
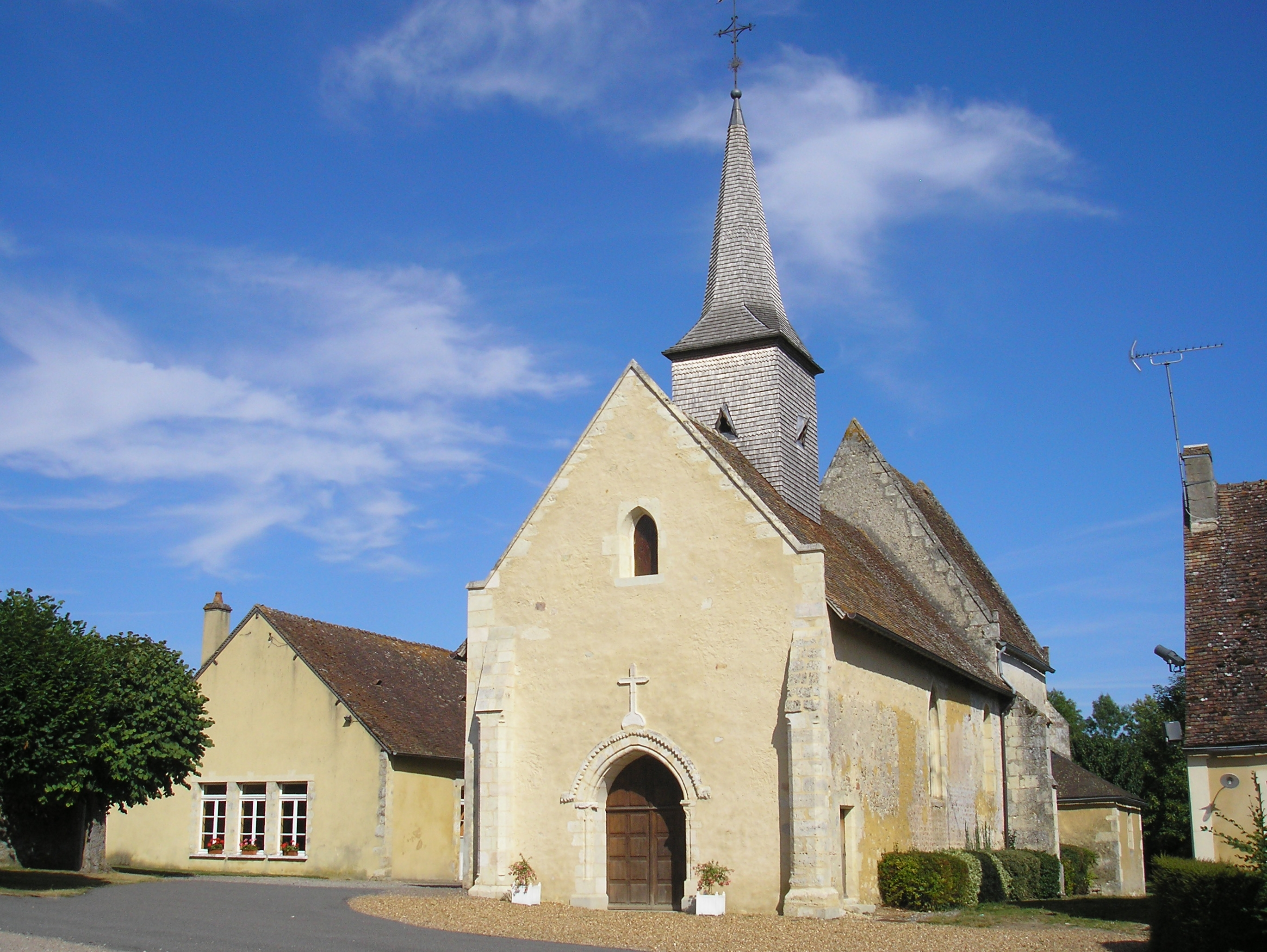
Kirche Notre-Dame
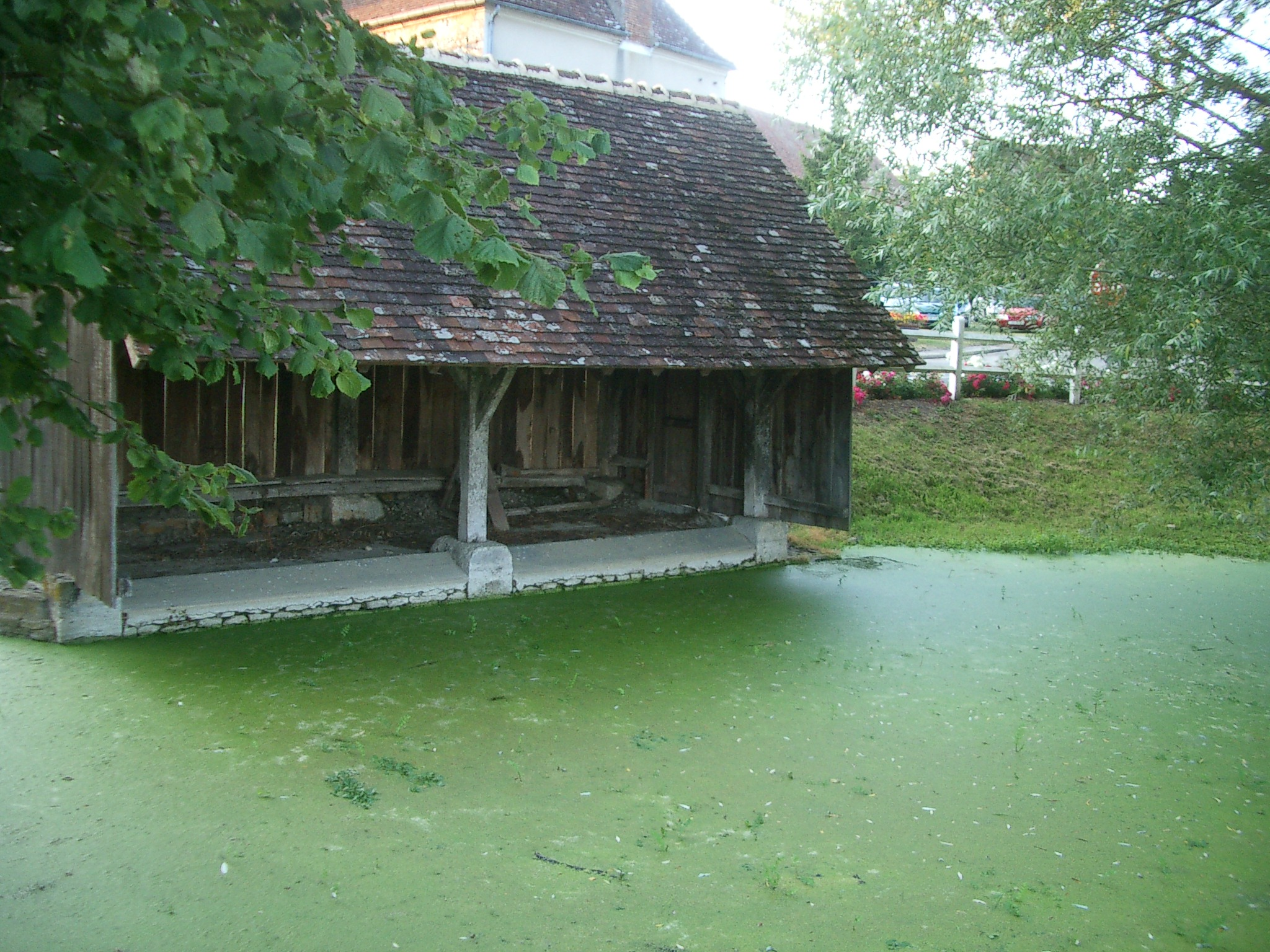
Brunnen und Lavoir
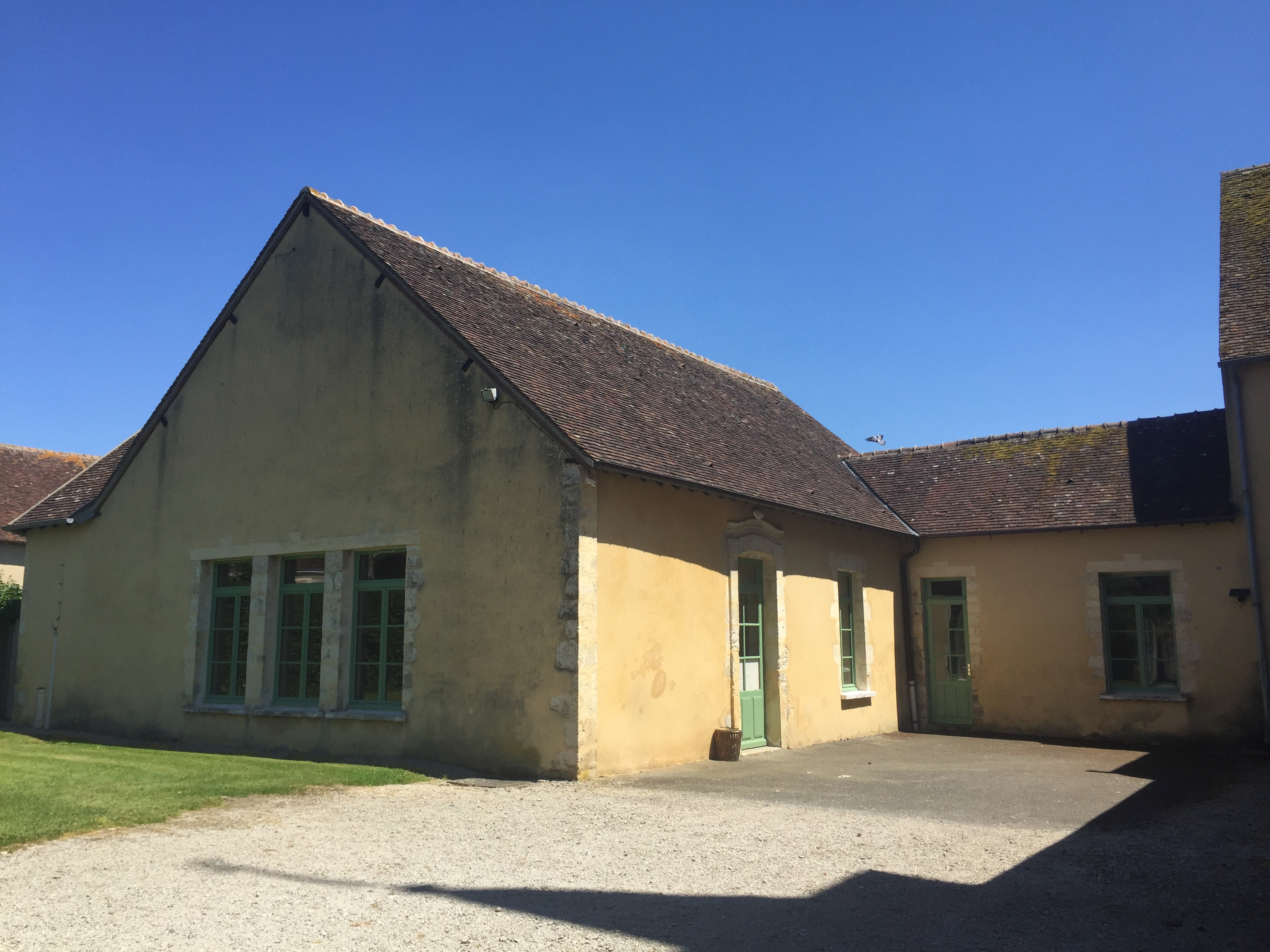
Gemeindefesthaus

## Wirtschaft und Infrastruktur
In der Gemeinde Dame-Marie sind sieben Landwirtschaftsbetriebe ansässig (Getreideanbau, Rinder- und Pferdezucht). Es gibt auch einige Handwerksbetriebe wie Maurer, Tischler, Elektriker und einen Holzhändler.
Durch Dame-Marie führt die Fernstraße D955 von Mamers nach Nogent-le-Rotrou. Im 45 Kilometer entfernten Alençon bestehen Anschlüsse an die A 28 und die RN 12.

## Belege
1. ↑  Albert Dauzat und Charles Rostaing: Dictionnaire étymologique des noms de lieux en France, Paris, Larousse, 1963
2. ↑  Dame-Marie auf cassini.ehess
3. ↑  Dame-Marie auf insee.fr insee.fr
4. ↑  Château de Couesme in der Base Mérimée des französischen Kulturministeriums (französisch)
5. ↑  Lavoir-fontaine in der Base Mérimée des französischen Kulturministeriums (französisch)
6. ↑  Enclos prioral in der Base Mérimée des französischen Kulturministeriums (französisch)
7. ↑  Landwirtschaftsbetriebe auf annuaire-mairie.fr